# Bomvana
Bomvana är ett bantufolk som bor i Sydafrika och som talar Xhosa som modersmål.
Bomvanas tradition är (som alla xhosafolks) att gifta sig exogamt, det vill säga med någon från en annan stam. Männen gifter sig med en flicka från en annan stam men stannar kvar, medan flickorna flyttar bort när de gifter sig. Detta innebär att i princip alla män i samma stam är släktingar.

## Ursprung
Bomvanas ursprung kan vara svårt att försöka förstå, detta avsnitt rekommenderas att man läser med en nypa salt för att få en översiktlig bild hur tradition kombinerad med historik kan lyda.
Gubhelas son var Kuboni som fick sonen Mgebelezane som fick sonen Dlozela, som fick sonen Sibiside.
Sibisede fick tre söner, Mavovo i sin högra familj, Njanja och Nomafu i sin vänstra.
Njanjas förstfödda blev tvillingarna Mpondo och Mpondomise och det är orsaken till att vi idag har de två folken Mpondo och Mpondomise som är av samma blod.
Nomafu fick sonen Ngwana och det är ursprunget till stammen Ngwana.
Nomafu fick också sonen Bomwu och det är ursprunget till stammen Bomvana. Andra säger att Ngawana och Bomvana är samma stam eftersom Bomwu var kung över Ngwana.
En vis man, pastor Thamsanqa Mlawu berättar;
Stammen Bomvana hette från början Bomwu och är den andra grenen av Ngwana.  Dibandela hade två hustrur och ett stort och ett litet hus. Det lilla huset hette maMganu där maMixesibe var hustru och härifrån kom sonen Zwetsha.  Zwetsha fick sonen Kiti i det stora huset, samt sönerna Hose, Jikwa, Gwebile, Vusani och Zunguzani. Trots att Bomwu var kung över Ngwana så härstammar även Bomvana från honom. AmaBomvana betyder de små från amaBomwu eller Bomwus barn. Det finns även andra stammar i denna släkt till exempel Xesibes som är ättlingar till både Mpondo och Mpondomise, Njanjas söner. Njanja gav tillsammans med Nomafu upphov till fler stammar. Nära släktingar till Bomvana är tydligt Swazi och Bomwu tillsammans med Ngwana.

## Historia
Krönikören J Henderson Soga berättar att Bomvana först bodde vid floden Mkhomazi  nära dagens Scottsburg och Richmond. Några Bomvana säger att deras hem först låg vid floden Mgeni nära Durban. Platserna ligger ganska nära varandra, det skiljer mellan tre och fyra mil ungefär. I mitten av 1600-talet hände någonting som fick Bomvana att flytta från gränstrakterna mot Zulufolket i KwaZulu-Natal till maMpondweni (Pondoland).
En av Njilos hustrur dog när hon bodde hos sin sonson Dibandlela. Njilo krävde en ko i skadestånd men Dibandlela menade att det var han som skulle ha en ko av Njilo och vägrade betala. Njilo försökte tvinga till sig kon vilket skapade problem mellan de två. Pastor Mlawu förklarar att seden med skadestånd är en Zulu-tradition. Hos Bomvana är seden att en ko ges av fadern när hans barn blir uppfostrat av farmodern och att kon måste lämnas över av fadern personligen. Detta praktiseras bland Bomvana än i våra dagar ibland. Trätan antyder att Njilo kan ha tillhört Zulufolket men som av någon anledning bodde bland Bomvana. Det är inte vanligt, men kan förekomma, att en man hamnar i svårigheter i sin egen stam och väljer att fly.
Dibandlela bestämde sig för att flytta så han tog med sig sina följeslagare, deras familjer och boskap och drog västerut till Pondoland. Han var rädd för han trodde att Njilos krigare skulle jaga honom, så han bad förfäderna om hjälp. Därefter grävde han en grop där han trodde Njilos krigare skulle komma, som medicinmannen hällde en dos magi i samtidigt som han sa några ord som skulle hejda anfallarna. Bomvana berättar än idag om denna händelse och platsen där gropen grävdes kallas uMsele kaDibandlela. 
De flesta som var kvar vid ursprungsplatsen följde sedan cirka hundra år senare efter till Pondoland då de ådragit sig Shaka Zulus vrede genom att passa på att ta kor när de flydde från hans trupper, varav en ko hade varit Shakas egen.
Därefter flyttade de från Pondoland efter ytterligare många år.

## Bomvanas land och hur de fick det
Bomvanas land mellan floderna Mtata och Mbhashe är en sträcka på ungefär fyra mil och med mittpunkten cirka 15 mil nordost om East London och cirka 15 mil sydväst om Pondoland.
Landet beboddes först av Xhosa under hövding Togu och de kom dit runt år 1686 och hade funnit detta land obebott. Runt år 1700 styrdes Xhosa av Togus son, Tshiwo.
Tshivos son, Phalo, föddes 1702 samma år som hans far dog. Fram till Phalo blev kung år 1736 regerades Xhosa av hans farbror Mdange och under denna tid började de söka söka efter nytt land och letade västerut ända till floden Nciba drygt sex mil bort.
Phalo växte upp öster om Mbhashe men flyttade 1740 till Ciskei och var kung över Xhosa fram till sin död 1775. Därmed lämnade Xhosa sitt gamla land obebott och sin hövding Tshiwos grav i Ngcwanguba, en by som finns än idag. Togus grav tros ligga nära dagens Buntingville och även Togus fars grav tros ligga i närheten.
Phalos första land kallas därefter för Bomvanas land och hit kom Bomvana i början av 1800-talet från Pondoland efter att Phalo dött och Xhosa nu regerades av Khawuta. Bomvana rörde sig alltså västerut i en tid då de vita kolonisatörerna hade börjat driva andra xhosa-stammar österut.
Trots att Xhosa lämnat Bomvanaland så gjorde de fortfarande anspråk på landet och sa att det var deras. Medan dessa anspråk hävdades rådde mer eller mindre kaos mellan Xhosa, Mpondo, Tembu och Tshezi-stammarna. (Tshezi är en undergrupp till Bomvana)  Tshezis kung var tillfälligt Gambushe, farbrodern till den unge blivande kungen Ngezana vars far hade dött. Gambushe var omtyckt av sin stam men de tyckte inte om Ngezana när han blev gammal nog att bli kung. En träta mellan kungen och farbrodern bröt ut och kungen blev avsatt.  Ngezana hämtade då hjälp från sin svärfar, Ngqungqushe som var hövding över Mpondo. I striden blev Gambushes hustru Mayawa skadad och detta gjorde Gambushe så arg att han lät sina krigare förfölja Mpondo ända hem till Ngqungqushes palats där de dödade Mpondo-hövdingen själv.
Mpondo sörjde sin hövding och Gambushe blev hjälte i sin stam trots att han ansågs ha orsakat kaoset bland Mpondo.
Xhosahövdingen Hintsa var inte på god fot med sin far Khawuta, efter att ha gömt boskap hos Tembu-stammen under ett krig, men när kriget var slut ville de inte lämna tillbaka boskapen. Hintsa försökte vinna Gambushe på sin sida genom att försöka slå split mellan Tshezi och Tembu. Gambushe försökte å sin sida få Hintsa att lämna Xhosa med fejden med hans far som orsak. Hintsa bad Gambushe att hjälpa honom övertala Tembu att lämna tillbaka boskapen . Gambushe sände fyra sändebud till Tembu, två representanter för honom själv och två för Hintsa. Tembu vägrade fortfarande lämna tillbaka boskapen och attackerade istället sändebuden och skadade en av Gambushes närmsta män allvarligt.
Gambushe och Hintsa skickade så sina krigare till Tembuland. Tembu-klanerna Ngayiya och Ngaleka hade både unga oerfarna hövdingar och höll sig en bit bort avvaktande i söder. Tembu-klanerna i öster blev de första att få smaka på Gambushes och Hintsas vrede varvid de flydde och lämnade all sin boskap. I nästa sekund blev Gambushe attackerad av Faku, sonen till den mördade Mpondo-hövdingen Ngqungqushe som ville ta hämnd för sin faders död. Tembu-klanerna Ngayiya och Ngaleka i söder såg sin chans och återtog boskapen.
Gambushe insåg att hans position var problematisk med Mpondo på ena sidan och Tembu på den andra och därmed riskerade att bli attackerad från alla håll. Gambushe tittade väster om floden Mtata och lade märke till att landet som Phalo lämnat fortfarande var obebott. Han frågade då Hintsa om han fick bosätta sig där. Hövdingen för den lilla Mpondo-klanen Tshomane var Ngcethane och han var äldre och av högre rang än Gambushe och han stödde idén och sa även att han skulle använda all sin makt så att Hintsas försök att komma loss från Xhosa och Gambushes försök att få landet skulle lyckas. Efter att ha underhandlat även med Xhosa-klanen Gcaleka (som styrdes av Phalos son Gcaleka), köpte Gambushe landet av Hintsa för tio kor. Hintsa lämnade dock aldrig Xhosa utan låtsades att det bara hade varit ett skämt.
Gambushe blev vald till kung över alla Bomvana och därefter växte stammen under de nästa 100 åren till 3 000 personer. Faku sände krigare till Bomvanas land för att hämnas sin far, men de vågade aldrig attackera då de ansåg det omöjligt att besegra Bomvana. År 1820 korsade Bomvana floden Mbhashe västerut och bodde sida vid sida med Gcaleka i över trettio år men återvände sedan till Bomvanaland efter den svåra svältkatastrofen 1857.

## Bomvana förlorar sitt land
År 1847 annekterades Bomvanas land av Brittiska Kaffraria för att sedan 1866 slås samman med Kapkolonin, för att 1910 bli en del av Sydafrikanska unionen. År 1962 blev Bomvanas land en del av Östra Kapprovinsen i Republiken Sydafrika.